# Ambystoma mexicanum
Ambystoma mexicanum (Shaw, 1789), comunemente chiamato axolotl (pron. /aksoˈlɔtl/, dal nahuatl classico āxōlōtl, [aː'ʃoːloːtɬ]) o assolotto (in spagnolo ajolote, [aχo'lote]), è una salamandra pedomorfica originaria di Città del Messico. È considerato una specie a rischio estremamente alto di estinzione in natura, per diversi fattori quali la pesca, l'inquinamento e la perdita del proprio habitat.
Sono elencati come categoria II nella convenzione sul commercio internazionale delle specie minacciate di estinzione (CITES).

## Descrizione

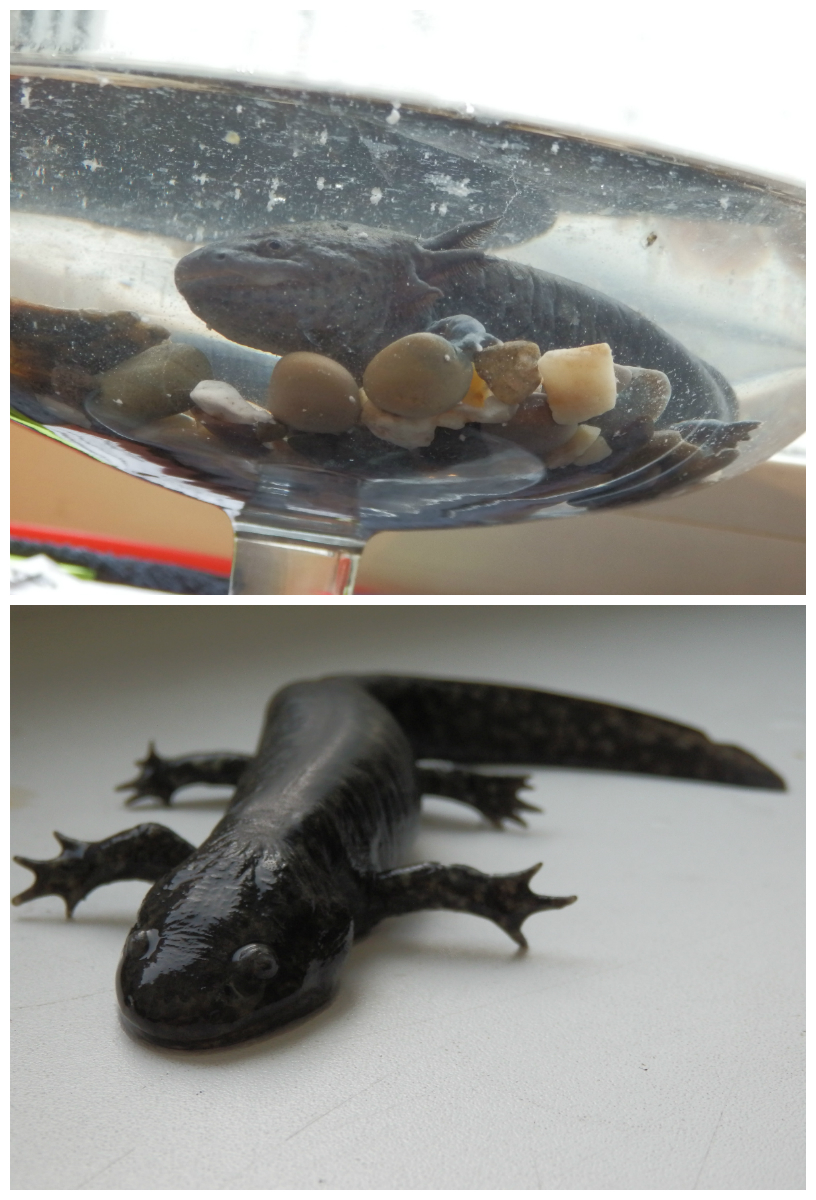
Axolotl normale e mutato

Un adulto maturo di axolotl, tra i 10 e i 15 anni di vita, varia dai 15 ai 25 cm di lunghezza, mentre sopra i 30 cm è abbastanza raro.
La testa è ampia e gli occhi non hanno palpebre. Gli arti sono poco sviluppati e posseggono dita lunghe e sottili. I maschi si differenziano dalle femmine per l'ampio canale genitale mentre le femmine riescono a riempire il proprio corpo di uova al momento della riproduzione. Tre paia di branchie si trovano dietro la testa e vengono utilizzate per smuovere e ossigenare l'acqua, mentre quattro branchie esterne allineate alle branchie anteriori si trovano nascoste nella parte posteriore.
Gli axolotl hanno denti rudimentali a malapena visibili che potrebbero essere nati durante un processo di metamorfosi dell'animale: questi animali si nutrono principalmente per suzione grazie anche all'azione delle branchie anteriori che vengono utilizzate per bloccare la preda. Le branchie posteriori sono usate per la respirazione, anche se l'axolotl può respirare anche ingoiando l'aria dalla superficie esterna.
Gli axolotl hanno quattro diverse pigmentazioni che nel momento della muta possono creare differenti varianti. Normalmente il colore della pelle è marrone scuro con macchioline dorate e un sottotono olivastro. I quattro tipi sono leucistico (rosa pallido con occhi neri), albino (dorato con occhi dorati), assantico (grigio con occhi neri) e melanoide (tutto nero senza macchie dorate o sottotono olivastro). In aggiunta a queste varianti c'è un'ampia varietà nella grandezza, nella frequenza e nell'intensità delle macchie dorate e una mutazione che porta alla formazione di un mantello pezzato bianco e nero una volta raggiunta la maturità. Gli axolotl godono di una seppur limitata capacità di alterare i colori della propria livrea per mimetizzarsi meglio nell'ambiente circostante.

## Distribuzione e habitat

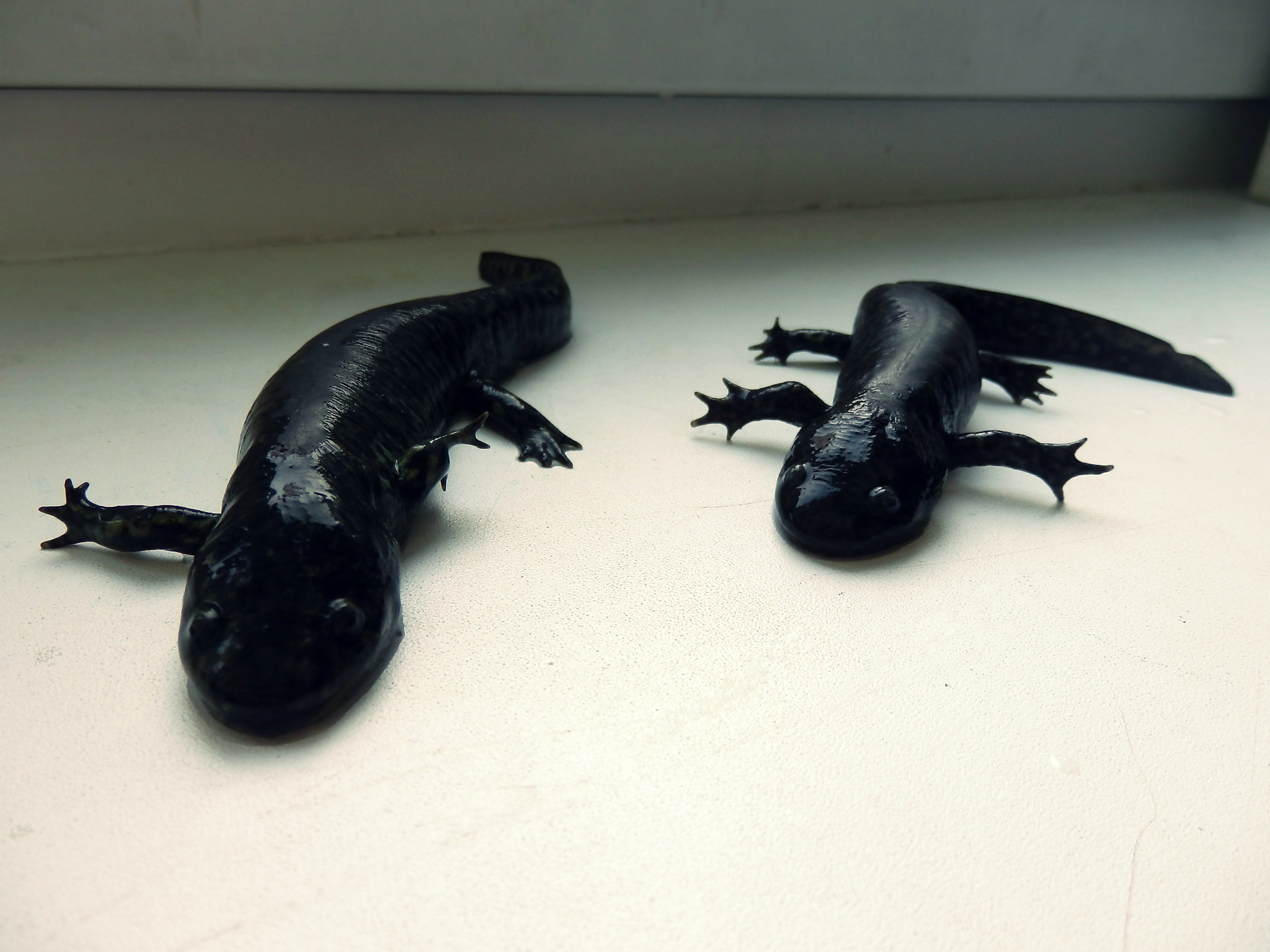
Due axolotl mutati

Allo stato naturale l'axolotl era endemico del lago di Xochimilco, che si trova a 20 km a sud-est della Città del Messico.

## Biologia

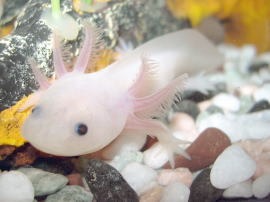
Un giovane axolotl leucistico

La neotenia è stata osservata in tutte le famiglie di anfibi urodeli come la salamandra e l'axolotl (larva di Ambystoma mexicanum) in cui sembra essere un meccanismo di sopravvivenza solo in ambienti acquatici di montagna e di collina con poco nutrimento e in particolare con poco iodio. In questo modo le salamandre possono riprodursi e sopravvivere nella forma piccola e meno dispendiosa dello stadio larvale, il quale essendo acquatico richiede cibo di minore qualità e quantità rispetto al più grosso adulto, che è terrestre e carnivoro. Se le larve di salamandra ingeriscono una sufficiente quantità di iodio, direttamente o indirettamente attraverso il cannibalismo, rapidamente iniziano la metamorfosi e si trasformano in forme adulte terrestri più grosse e con maggiori richieste alimentari.

### Alimentazione
La specie si nutre di piccoli animali acquatici come pesciolini, piccoli crostacei e molluschi.

## Riproduzione

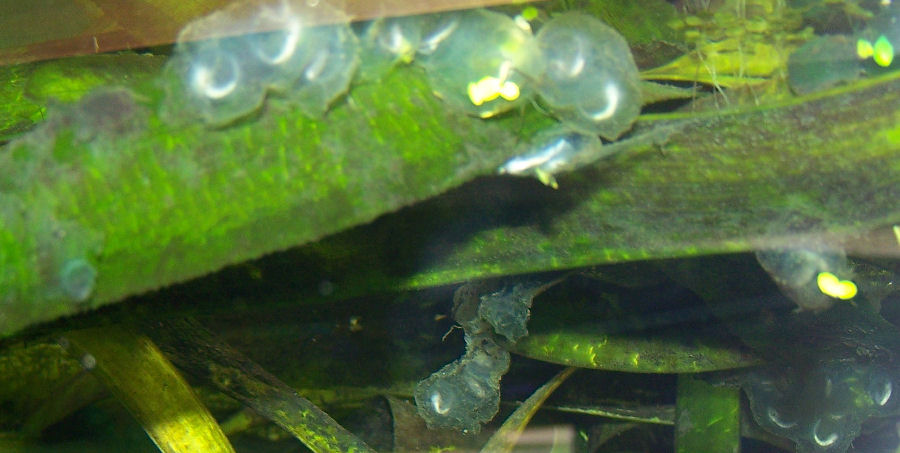
Uova di axolotl

Gli axolotl si riproducono con riproduzione sessuata (cioè riproduzione con un maschio e una femmina). Dopo la deposizione delle uova, da parte dell'esemplare di sesso femminile, lo sviluppo dell'embrione è facilmente osservabile grazie alla membrana trasparente delle uova. La velocità di sviluppo dell'embrione è relazionata alla temperatura dell'acqua. Nello specifico a temperature più basse è più lenta. Allo schiudersi delle uova le larve di axolotl impiegano circa 72 giorni per la crescita di tutte e 4 le zampe. Intorno al primo anno di vita avremo esemplari di 10/15 cm definibili "subadulti".

## Rigenerazione
Se danneggiato, questo animale è capace di rigenerare senza cicatrici, arti, polmoni, midollo spinale e persino parti del cervello. Sembra che questa caratteristica molto particolare derivi da delle cellule molto simili a quelle staminali adulte presenti nei mammiferi.

## Conservazione
L'axolotl è divenuto un organismo modello, è animale da compagnia da diversi anni, viene quindi riprodotto con successo in cattività ma in natura è vicino all'estinzione. Nel corso degli anni il numero degli axolotl trovati è risultato essere sempre inferiore. Al contrario, il numero dei pesci esotici, come le carpe, che si nutrono di uova e larve di questa specie risultano in aumento nel lago di Xochimilco, oggetto di scarichi inquinanti.
Una recente indagine scientifica, nel 2014, non ha rivelato axolotl, anche se gli animali catturati allo stato selvatico si trovano ancora nel mercato locale, il che indica che i pescatori ancora sanno dove trovarli. Un tempo veniva consumato come prelibatezza locale finché non lo si considerò a rischio e quindi ne fu proibita la pesca.

## Nella cultura di massa
L'axolotl è uno degli anfibi più noti al mondo poiché considerato un animale "esotico" e alternativo grazie al suo aspetto assai attraente; la sua notorietà è dovuta anche al suo rischio d'estinzione e alla sua addomesticazione da parte dell'uomo.
Una delle più note rappresentazioni dell'axolotl è nel videogioco Minecraft: proprio come aveva precedentemente fatto per il Panda gigante, la Mojang decise di inserire l'animale nel videogioco per il rischio d'estinzione. Nel gioco l'axolotl possiede cinque skin differenti, ma non tutte sono reali: in natura l'axolotl si presenta nella sua colorazione scura, grezzamente definita "wild"; in cattività la selezione genetica ha consolidato il morph definito leucistico; l'axolotl dorato viene invece definito "gold" e corrisponde alla forma albina della specie; le forme ciano e blu invece non sono realmente esistenti e sono frutto della fantasia degli autori. Nel gioco gli axolotl mostrano un comportamento molto simile a quelli della realtà: possono essere addomesticati (tramite un pesce tropicale in un secchio), uccidono istintivamente pesci, calamari (e anche mob ostili al giocatore come Annegati) e possono essere sfamati proprio con il pesce, si rigenerano dentro l'acqua se hanno perso molta vita. Un carattere inaccurato è il fatto che possano uscire fuori dall'acqua camminando e restarci per non molto tempo altrimenti muoiono. Possono inoltre essere contenuti in un secchio d'acqua ed essere trasportati nell'inventario del giocatore come già si faceva per i pesci normali.
Sono al centro del racconto Angelica farfalla di Primo Levi.
Yolanda Buenaventura, della serie BoJack Horseman, è una axolotl impiegata al Better Business Bureau, inviata per investigare sulle attività di Todd con i clown dentisti.